# Francisco Manuel Chaves Pinheiro
Francisco Manuel Chaves Pinheiro (Rio de Janeiro, 1822-1884) est un sculpteur et professeur brésilien, reconnu comme une référence dans la sculpture en bronze. Connu sous le nom de Chaves Pinheiro, il est l’un des principaux artistes à représenter la société du Second Règne, qui commence le 23 juillet 1840 et se poursuit jusqu’au 15 novembre 1889 avec la Proclamation de la République du Brésil.
Ses œuvres ont une grande importance historique, car elles contribuent à la consolidation de l’imaginaire, principalement carioca, de la fin du XIXe siècle. Son travail se concentre principalement sur les aspects sociaux des Noirs et des Indiens, tout en représentant d’importants conflits comme la Guerre du Paraguay.
Chaves Pinheiro enseigne la sculpture à l’Académie impériale des Beaux-Arts (AIBA) depuis l’âge de trente ans et y exerce en tant qu’élève et professeur à partir de 1852, jusqu’à sa mort en 1884. Le sculpteur présente une collection d’œuvres éclectiques, vastes et toujours d’une qualité exceptionnelle, avec un perfectionnisme admirable. Il aime travailler sur divers thèmes, insérant des allégories en relief appliqué ou en plein dans la majorité de ses œuvres. De plus, il répond fréquemment à des commandes provenant de la Cour impériale de Dom Pedro II,.

## Caractéristiques artistiques

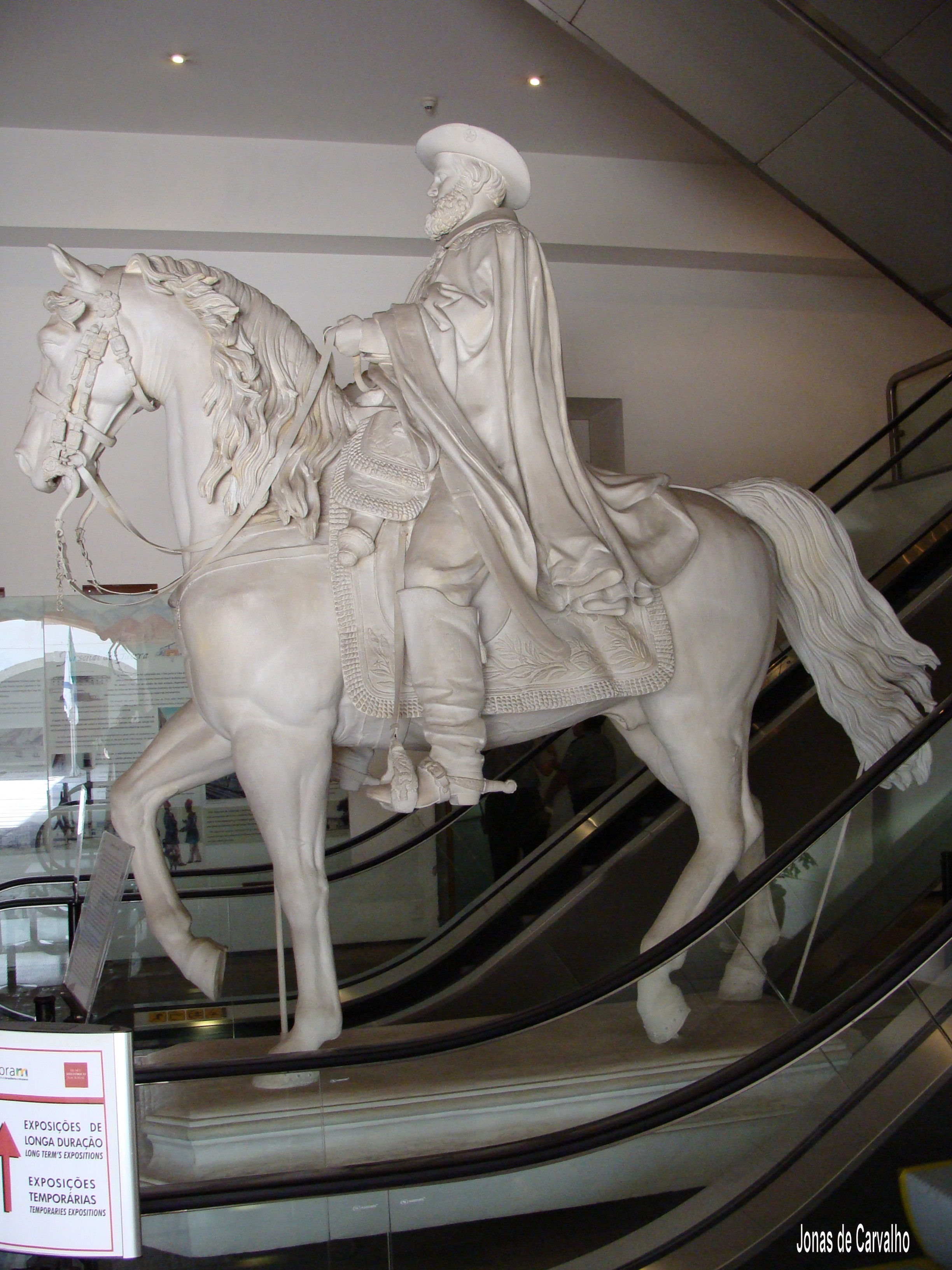
Sculpture équestre de D. Pedro II, situé dans la salle de la guerre paraguayenne au Musée historique national de Rio de Janeiro

Chaves Pinheiro est un spécialiste des sculptures en bronze, le matériau le plus utilisé dans ses œuvres. Sa vaste collection est principalement composée de bustes, de sculptures pédestres – représentant des personnages debout –, ainsi que de sculptures équestres, où les figures représentées sont montées sur un animal, généralement un cheval. Il réalise également des allégories, qui illustrent des concepts abstraits, et des reliefs architecturaux destinés à la décoration d’espaces.
Chaves Pinheiro produit une grande partie de son travail sur commande, certaines étant privées, mais la majorité provenant du régime impérial de Dom Pedro II. Un exemple de ce type de commande est la sculpture équestre en plâtre de Dom Pedro II, exposée dans la salle de la Guerre du Paraguay du Musée historique national, situé à Rio de Janeiro.
Tout au long de sa trajectoire artistique, les allégories sont une constante dans son travail. La carrière de Chaves Pinheiro illustre bien le lien étroit entre les arts académiques et le contexte historique de l’Empire, car nombre de ses sculptures ont pour fonction de représenter des célébrations historiques majeures, des figures clés de l’évolution socio-historique et la valorisation du nationalisme brésilien. À partir de ces œuvres, la création de monuments officiels est initiée.
Sculpteur attaché au modelage, sa collection artistique, qui a connu une reconnaissance nationale, est principalement réalisée en bronze. En plus de l’argile pour le modelage, il utilise des matériaux tels que le plâtre, le bronze ou le fer pour la finition de ses œuvres. L’Académie impériale des Beaux-Arts a pour habitude de fournir ces matériaux pour la réalisation de ses pièces. Certaines de ses œuvres sont également sculptées en marbre et en bois.

## Carrière, réalisations et expositions

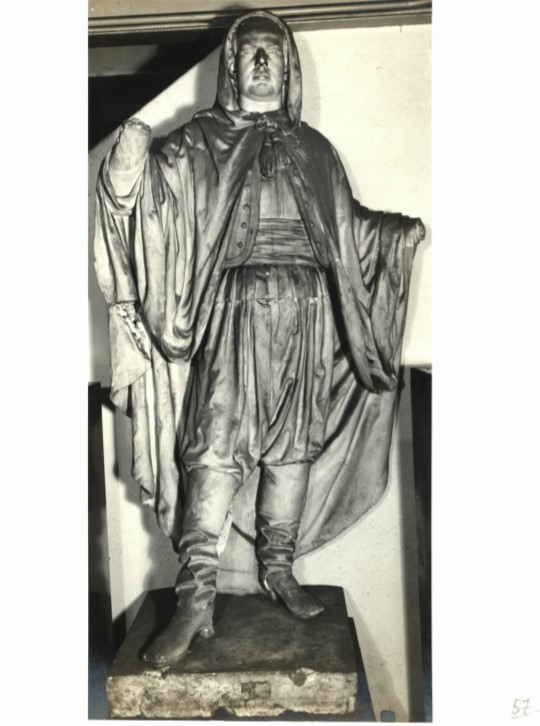
Statue de l'acteur Joaquim Augusto Ribeiro de Souza, disparue. Image de 1976.

Chaves Pinheiro est responsable de la réalisation des deux Groupes Sculpturaux Mythologiques, de taille monumentale, fondus en bronze par la Fonderie Artistique de la Monnaie du Brésil. En plus de ses sculptures, il produit plusieurs bustes, considérés comme des témoignages historiographiques, ainsi que des sculptures publiques, qu'elles soient en bronze ou en plâtre.
En 1836 et 1837, parmi les expositions auxquelles il participe, Chaves Pinheiro se distingue en recevant deux Médailles d'Argent, à l'âge de seulement 14 et 15 ans respectivement. En 1838, lors d'une autre exposition, il obtient une médailler d'Or pour son œuvre Alegoria à Libération du Brésil. Après ces distinctions, il a eu l'opportunité de perfectionner son talent en Europe, mais Chaves Pinheiro a refusé cette proposition.
En 1875, Chaves Pinheiro participe à l'Exposition générale des Beaux-Arts à Rio de Janeiro, où il présente la statue grandeur nature de l'acteur Joaquim Augusto Ribeiro de Souza dans une scène du drame "O Africano", ainsi que le groupe allégorique Emancipação do Elemento Servil.

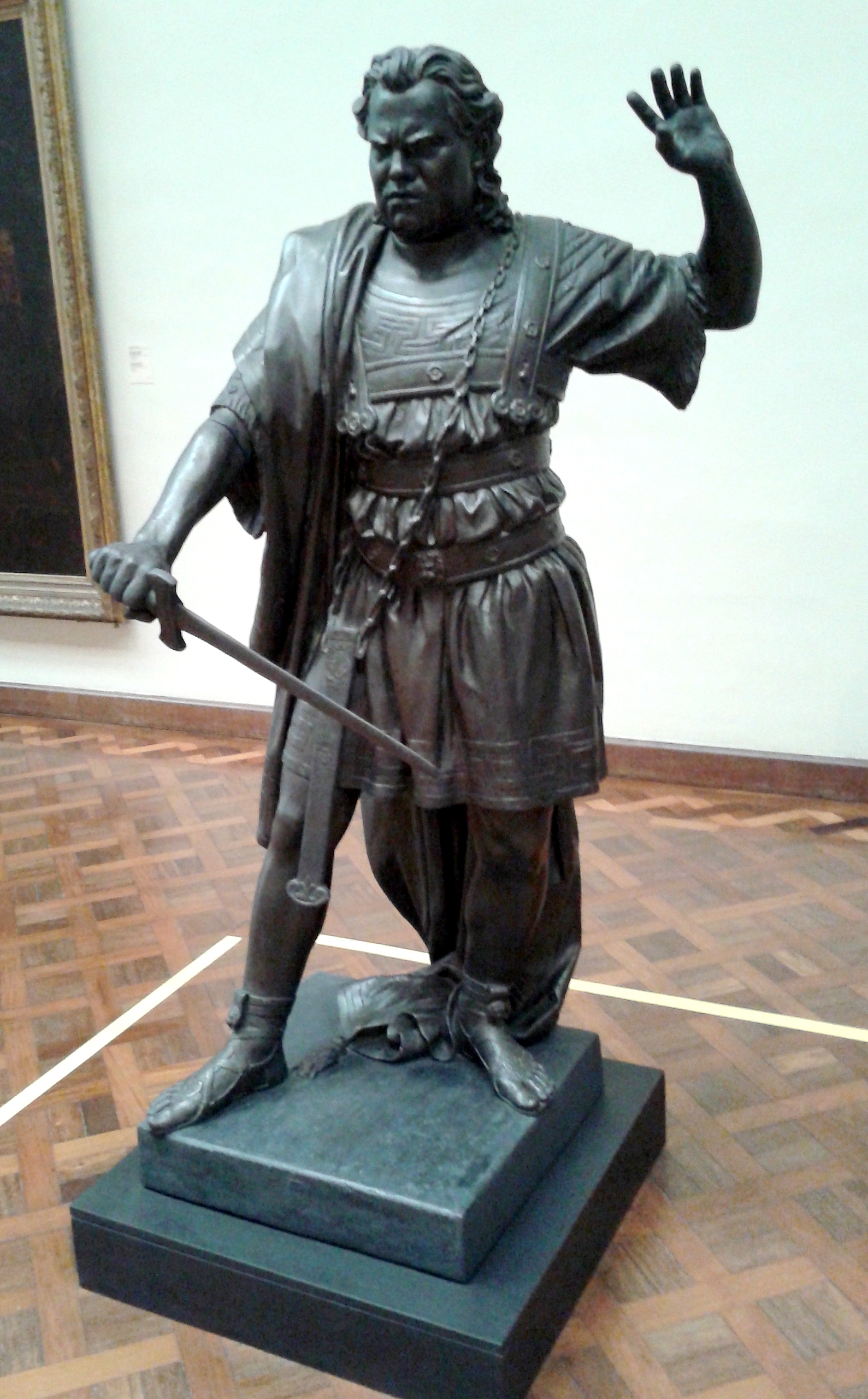
L'acteur João Caetano dos Santos (1860) - Musée national des beaux-arts.

Bien que sa vie ait été entièrement dédiée à l'Académie, sa participation à des expositions internationales est importante, notamment parce qu'à cette période de sa vie, il a contribué à la production culturelle et à la sensibilisation en Europe et au Brésil concernant la diversité des œuvres et des monuments.

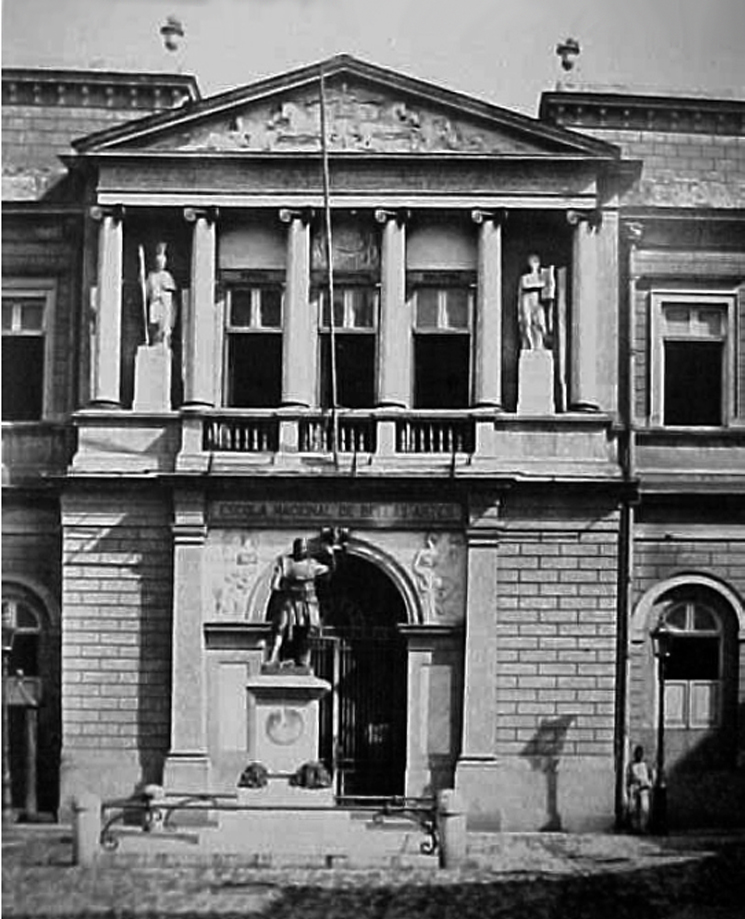
Entrée de l'Académie impériale des beaux-arts, avec la statue de João Caetano devant, en 1891. Photographie de Marc Ferrez.